# Dzjatlava
Dzjatlava (in bielorusso Дзятлава?) è un comune della Bielorussia, situato nella regione di Hrodna.